# هارون و دریای قصه‌ها
هارون و دریای قصه‌ها (انگلیسی: Haroun and the Sea of Stories) رمان کودکان اثر سلمان رشدی است که در سال ۱۹۹۰ منتشر شد. این پنجمین رمان مهم رشدی بود و پس از رمان آیات شیطانی منتشر شد. هارون و دریای قصه‌ها داستانی خیال‌انگیز است که در شهری غم‌انگیز و ویرانگر می‌گذرد که نامش فراموش شده‌است.
هارون و دریای قصه‌ها تمثیلی از مشکلات متعددی است که در جامعه امروزی و به ویژه در شبه‌قاره هند وجود دارد. رشدی این کتاب را به پسرش که مدتی از او جدا شده بود تقدیم کرد. بسیاری از عناصر داستان به مشکلات سانسور می‌پردازند: موضوعی که به ویژه رشدی به دلیل فتوای روح‌الله خمینی علیه او با آن بسیار درگیر بود.